# Hechelbach (Obernzenn)
Hechelbach (fränkisch: Hächlba) ist ein Gemeindeteil des Marktes Obernzenn im Landkreis Neustadt an der Aisch-Bad Windsheim (Mittelfranken, Bayern). Hechelbach liegt in der Gemarkung Unteraltenbernheim.

## Geografie
Durch das Dorf fließt der Hechelbach, ein linker Zufluss der Zenn. Unmittelbar westlich des Ortes grenzt das Waldgebiet Herrlohe an, 0,5 km südwestlich liegt der Weinberg, 0,75 km nordwestlich liegt das Flurgebiet Alte Eiche. Eine Gemeindeverbindungsstraße führt am Schafhof vorbei nach Limbach (2 km nordwestlich) bzw. nach Unteraltenbernheim zur Staatsstraße 2413 (0,9 km südlich).

## Geschichte
Der Ort wurde in einer Schenkungsurkunde aus dem Jahr 1294 als „Hegelbach“ erstmals erwähnt, als Konrad IV. von Nürnberg und seine Frau Agnes dem Deutschen Orden die Burg Virnsberg mit Eingehörungen, darunter auch Hechelbach, übereignete. Der Ort bestand ursprünglich aus drei großen Höfen. Erst 1879 wurden durch Erbteilung zwei dieser Höfe in neun Hofstellen zerschlagen. Das Bestimmungswort des Ortsnamens ist der Personenname Hegilo.
Gegen Ende des 18. Jahrhunderts gab es in Hechelbach acht Anwesen (3 Höfe, 4 Lehen, Gemeindehaus). Das Hochgericht übte das Obervogteiamt Virnsberg aus. Die Dorf- und Gemeindeherrschaft sowie die Grundherrschaft über alle Anwesen hatte die Deutschordenskommende Virnsberg.
Im Rahmen des Gemeindeedikts wurde Hechelbach dem 1808 gebildeten Steuerdistrikt Oberaltenbernheim und der 1811 gebildeten Ruralgemeinde Oberaltenbernheim zugeordnet. Mit dem Zweiten Gemeindeedikt (1818) wurde es in die neu gebildete Ruralgemeinde Unteraltenbernheim umgemeindet. Am 1. Mai 1978 wurde Hechelbach im Zuge der Gebietsreform in Bayern nach Obernzenn eingemeindet.

## Einwohnerentwicklung
| Jahr      | 001818 | 001840 | 001861 | 001871 | 001885 | 001900 | 001925 | 001950 | 001961 | 001970 | 001987 |
| Einwohner | 55     | 61     | 68     | 59     | 54     | 57     | 49     | 68     | 47     | 48     | 48     |
| Häuser    | 12     | 9      |        |        | 12     | 11     | 10     | 9      | 9      |        | 11     |
| Quelle    | [ 13 ] | [ 14 ] | [ 15 ] | [ 16 ] | [ 17 ] | [ 18 ] | [ 19 ] | [ 20 ] | [ 21 ] | [ 22 ] | [ 1 ]  |

## Religion
Der Ort ist evangelisch-lutherisch geprägt und nach St. Martin (Unteraltenbernheim) gepfarrt. Die Einwohner römisch-katholischer Konfession sind nach Mariä Himmelfahrt (Sondernohe) gepfarrt.